# Stazione di Rustignè
La stazione di Rustignè era una fermata ferroviaria a servizio dell'omonimo centro abitato, frazione di Oderzo.

## Storia
Con la riapertura della linea, il servizio presso questo impianto non è stato riattivato.

## Interscambi
Autoservizi La Marca.